# Улица (рассказ)
«Улица» (англ. The Street) — рассказ американского писателя Говарда Филлипса Лавкрафта, написанный в конце 1919 года. Впервые опубликован в декабрьском выпуске журнала «The Wolverine» за 1920 год.

## Сюжет
В рассказе прослеживается история улицы в городе Новой Англии, предположительно в Бостоне: от ее начала в колониальную эпоху до времени после Первой мировой войны. В начале улица была тропинкой, проложенной водоносами. Поселок разрастался и новые поселенцы прибывали с Родины, и теснили индейцев, прячущихся в лесу. Суровые мужи в шляпах-конусах построили дома из кирпича и дерева с каменными лестницами и железными перилами, и окошками-веерами над дверями. За домами росли кусты роз и живая изгородь садов с солнечными часами.
После промышленной революции район пришел в упадок, а дома на улице выродились в обветшалую, загрязненную трущобу. Город наполнили злобные люди, говорящие на непонятном языке. Зловоние повисло над улицей и ее гений погрузился в сон. Среди новоселов мало кто напоминал людей, построивших улицу. Лишь старые дома хранят память об усопшем веке и забытой мудрости благородных душ.
После Октябрьской революции в городе появились общины иммигрантов, среди которых зародилось движение террористов, готовящих разрушение США в День независимости. Злоумышленники прятались в подвалах, будучи мозговым центром мятежа, а в их подчинении были миллионы не думающих, одурманенных существ. В каждой трущобе жили те, кто жаждал убивать и крушить, пока страна предков не превратится в пепелище. 4 июля террористы собрались совершить теракт, но в этот миг все дома на улице одновременно разрушились, похоронив всех их под руинами. Поэту, оказавшемуся на месте происшествия, привиделась улица с садами роз.

## Вдохновение
Полицейская забастовка в Бостоне в сентябре – октябре 1919 года вдохновила Лавкрафта написать рассказ «Улица», о чем он заявил в письме Фрэнку Белкнапу Лонгу:
Бостонский полицейский мятеж прошлого года вдохновил меня на эту попытку: масштабы и значимость такого акта привели меня в ужас. Прошлой осенью было мрачно впечатляюще видеть Бостон без синих мундиров и наблюдать, как мушкетные гвардейцы патрулируют улицы, как будто военная оккупация набрала в силе. Люди шли в парах, выглядели решительно и были одеты в хаки, как будто символы борьбы, которая ведет вперед к борьбе цивилизации против монстра волнений и большевизма.
Терроризм был реальным и продолжался после 1914 года, включая серию бомб в посылках. В 1919 году были обнаружены две организации почтовой бомбардировки. В 1920 году на Уолл-стрит будет совершен крупный террористический акт. Настоящие и фальшивые новости об анархии, имевшей место во время русской и германской революций, наряду с историей о Петре-художнике, несомненно, также оказали влияние на сюжет рассказа.
Антииммигрантская позиция Лавкрафта в этом рассказе перекликается с его ранними ксенофобскими стихами: «Падение Новой Англии» и «О деревне Новой Англии, увиденной лунным светом».
Лавкрафт будет возвращаться к темам злых иностранцев, заполонивших собой старые районы города в последующих произведениях: «Таящийся ужас», «Ужас в Ред Хуке», «Зов Ктулху» и «Тень над Иннсмутом». Суровые мужи, которые прибывали с Родины и теснят индейцев — напоминает описание Ломарцев в рассказе «Полярная звезда».

## Реакция
«Энциклопедия Лавкрафта» описывает эту историю как «явно расистскую». Даниэль Хармс в книге «Энциклопедия Ктулхиана» пишет: «если бы кто-нибудь подошел ко мне и сказал, что Лавкрафт был словесным и чрезмерно сентиментальным расистом, чьи рассказы не имеют особого смысла, — это был бы последний рассказ, который бы я передал ему, чтобы убедить его в обратном».
С. Т. Джоши назвал «Улицу» «вероятно, худшим рассказом, когда-либо написанным Лавкрафтом».